# البيت الروسي (فلم)
البيت الروسي (بالإنجليزية: The Russia House) هو فيلم تجسسي أمريكي لعام 1990، من إخراج فرد شيبيسي، وبطولة شون كونري وميشيل فايفر وروي شايدر وجيمس فوكس وجون ماهوني وكلاوس ماريا برانداور والمخرج كين راسل. كتب توم ستوبارد السيناريو على أساس رؤاية جون لو كاريه التي تحمل الاسم نفسه عام 1989.

## روابط خارجية
- مقالات تستعمل روابط فنية بلا صلة مع ويكي بيانات